# Al Pease
Victor Pease (Darlington, Durham, 15 de octubre de 1921-Sevierville, Tennessee, 4 de mayo de 2014), más conocido como Al Pease, fue un piloto de automovilismo británico-canadiense.
Participó en tres Campeonatos del Mundo de Fórmula 1, debutando el 27 de agosto de 1967. Tiene la triste distinción de ser el único competidor en ser descalificado de una carrera del Campeonato del Mundo, en el Gran Premio de Canadá de 1969, por ser demasiado lento.
A pesar de la corta duración de su carrera en Fórmula 1, Pease consiguió bastante éxito en competiciones nacionales canadienses del deporte del motor, y fue incluido como miembro del salón de la Fama del Automóvil canadiense en 1998.

## Resultados

### Fórmula 1
(Clave) (negrita indica pole position) (cursiva indica vuelta rápida)

| Año  | Escudería         | 1   | 2   | 3   | 4   | 5   | 6   | 7   | 8      | 9       | 10      | 11  | 12  | Pos. | Puntos |
| ---- | ----------------- | --- | --- | --- | --- | --- | --- | --- | ------ | ------- | ------- | --- | --- | ---- | ------ |
| 1967 | Castrol Oils Ltd. | RSA | MON | NED | BEL | FRA | GBR | GER | CAN NC | ITA     | USA     | MEX |     | NC   | 0      |
| 1968 | Castrol Oils Ltd. | RSA | ESP | MON | BEL | NED | FRA | GBR | GER    | ITA     | CAN DNS | USA | MEX | NC   | 0      |
| 1969 | John Maryon       | RSA | ESP | MON | NED | FRA | GBR | GER | ITA    | CAN DSQ | USA     | MEX |     | NC   | 0      |